# NGC 2832
NGC 2832 (другие обозначения — UGC 4942, MCG 6-21-15, ZWG 181.24, ARP 315, PGC 26377) — эллиптическая галактика (E2) в созвездии Рысь.
Этот объект входит в число перечисленных в оригинальной редакции «Нового общего каталога».
NGC 2832 — ярчайшая галактика скопления. В ней наблюдаются характерные градиенты поглощения магния
В галактике вспыхнула сверхновая SN 2014ai типа Ia, её пиковая видимая звездная величина составила 18,1.